# Kanzel (Andlau)

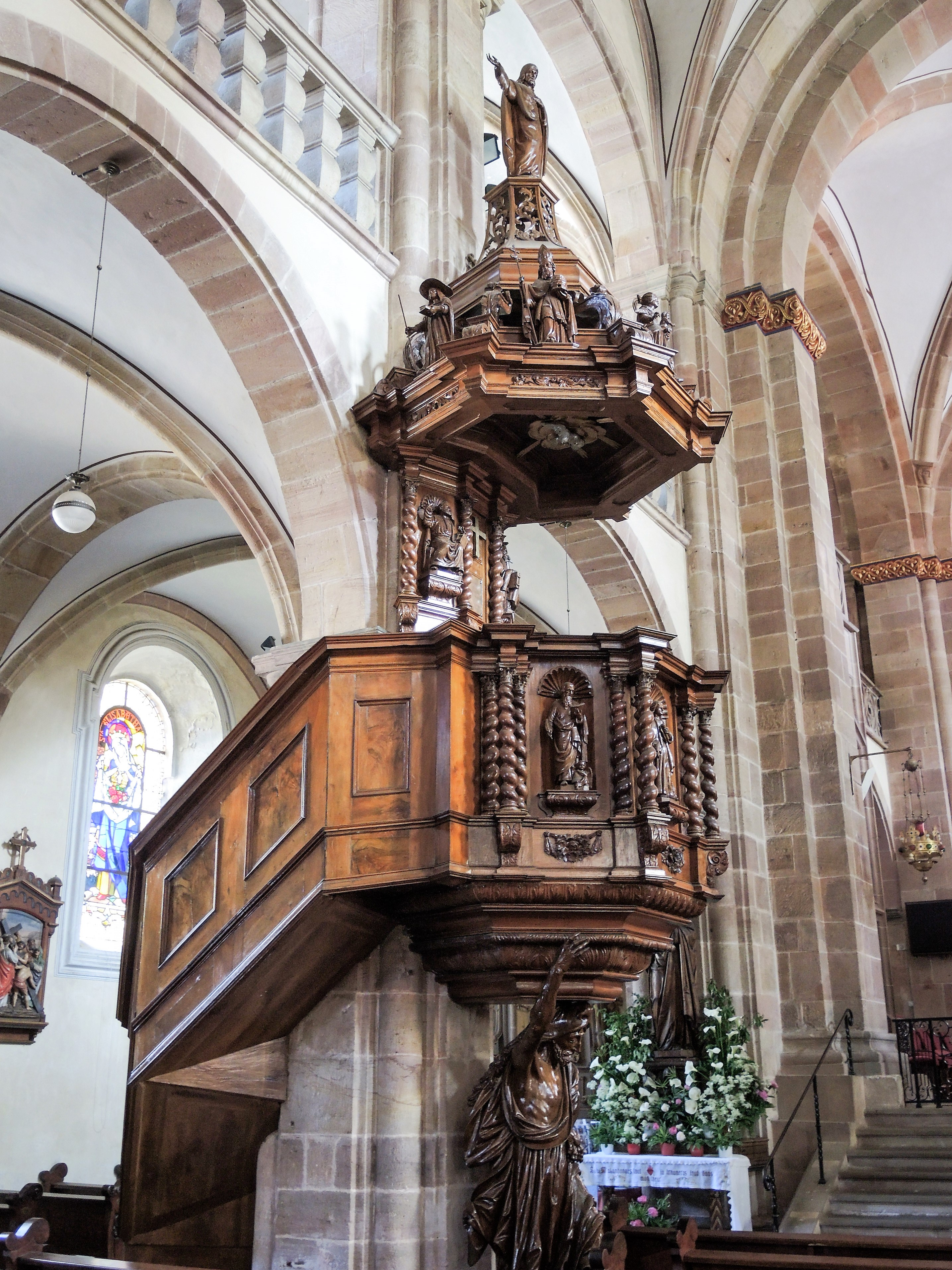
Kanzel in Andlau

Die Kanzel in der Kirche St-Pierre-St-Paul in Andlau, einer französischen Gemeinde im Département Bas-Rhin der Region Grand Est (bis 2015 Elsass), wurde um 1700 geschaffen. Im Jahr 2000 wurde die barocke Kanzel als Monument historique in die Liste der geschützten Objekte (Base Palissy) in Frankreich aufgenommen.
Die Kanzel aus Nuss- und Obstbaumholz wurde von Franz Hauser (1651–1717) aus Kirchzarten im Schwarzwald geschaffen. Sie steht auf einem Kanzelfuß in Form einer überlebensgroßen Skulptur des Herkules, der mit dem Fell des Nemeischen Löwen bekleidet ist.
Den achteckigen Kanzelkorb erreicht man über eine hölzernen Treppe an der linken Seite. Am Kanzelkorb sind die vier Evangelisten dargestellt, auf der Rückwand Sitzfiguren von Petrus und Paulus.
Auf dem Schalldeckel sind Holzskulpturen der Madonna mit Kind, der Kirchenlehrer Hieronymus, Augustinus und Gregor der Große zu sehen. Die Christusfigur als Bekrönung ist aus neuerer Zeit.

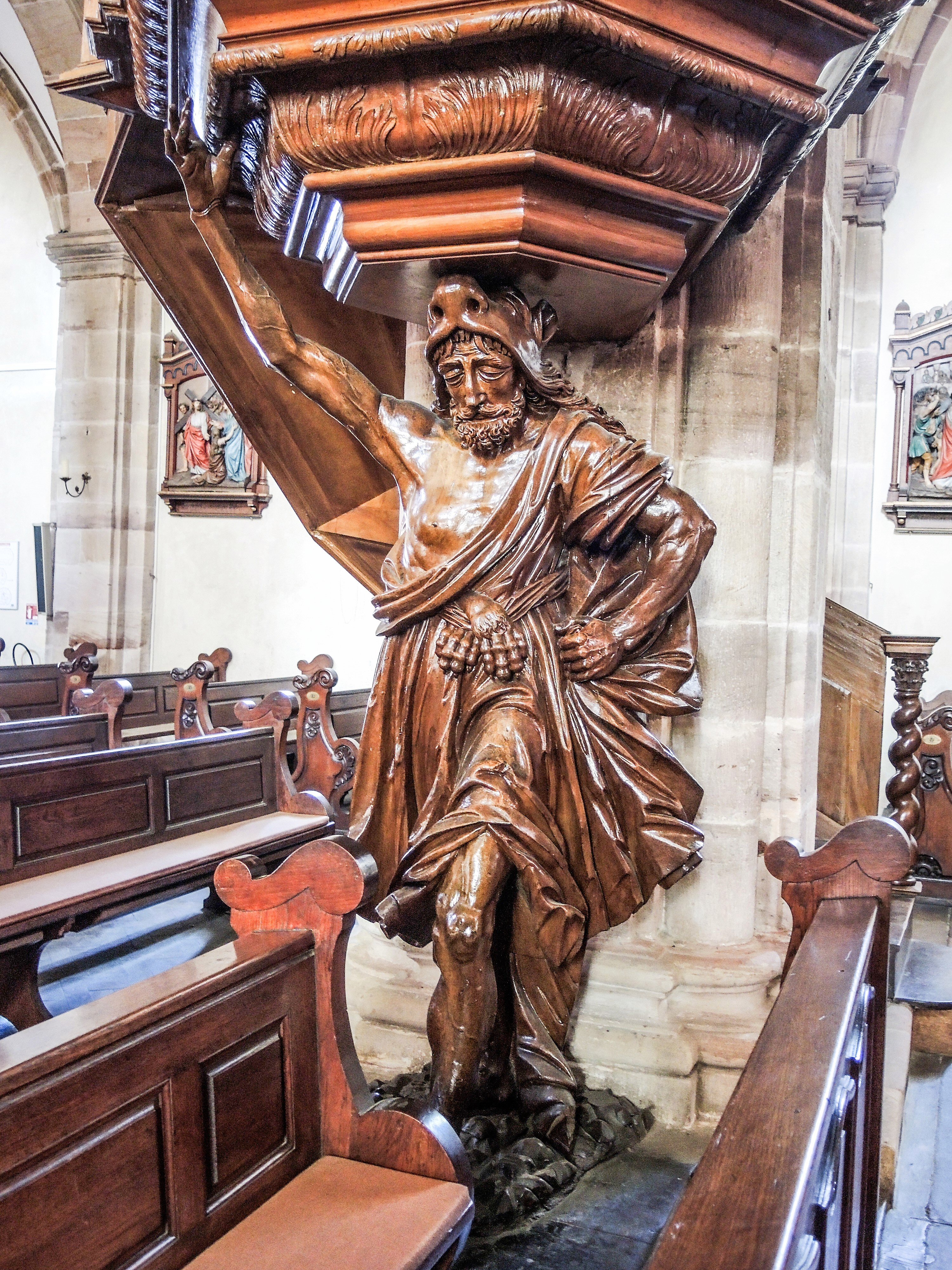
Herkules als Kanzelfuß
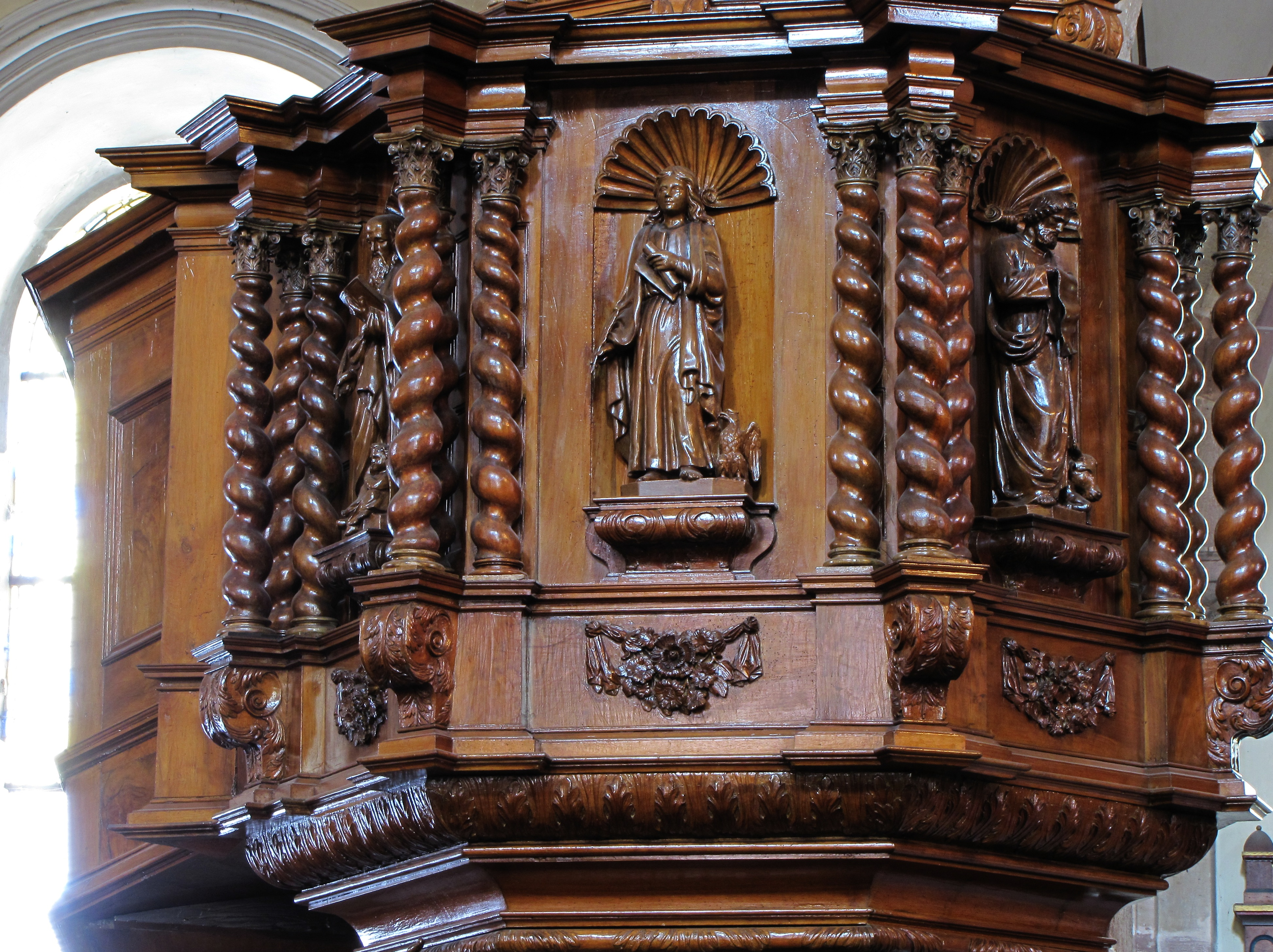
Kanzelkorb mit den Evangelisten
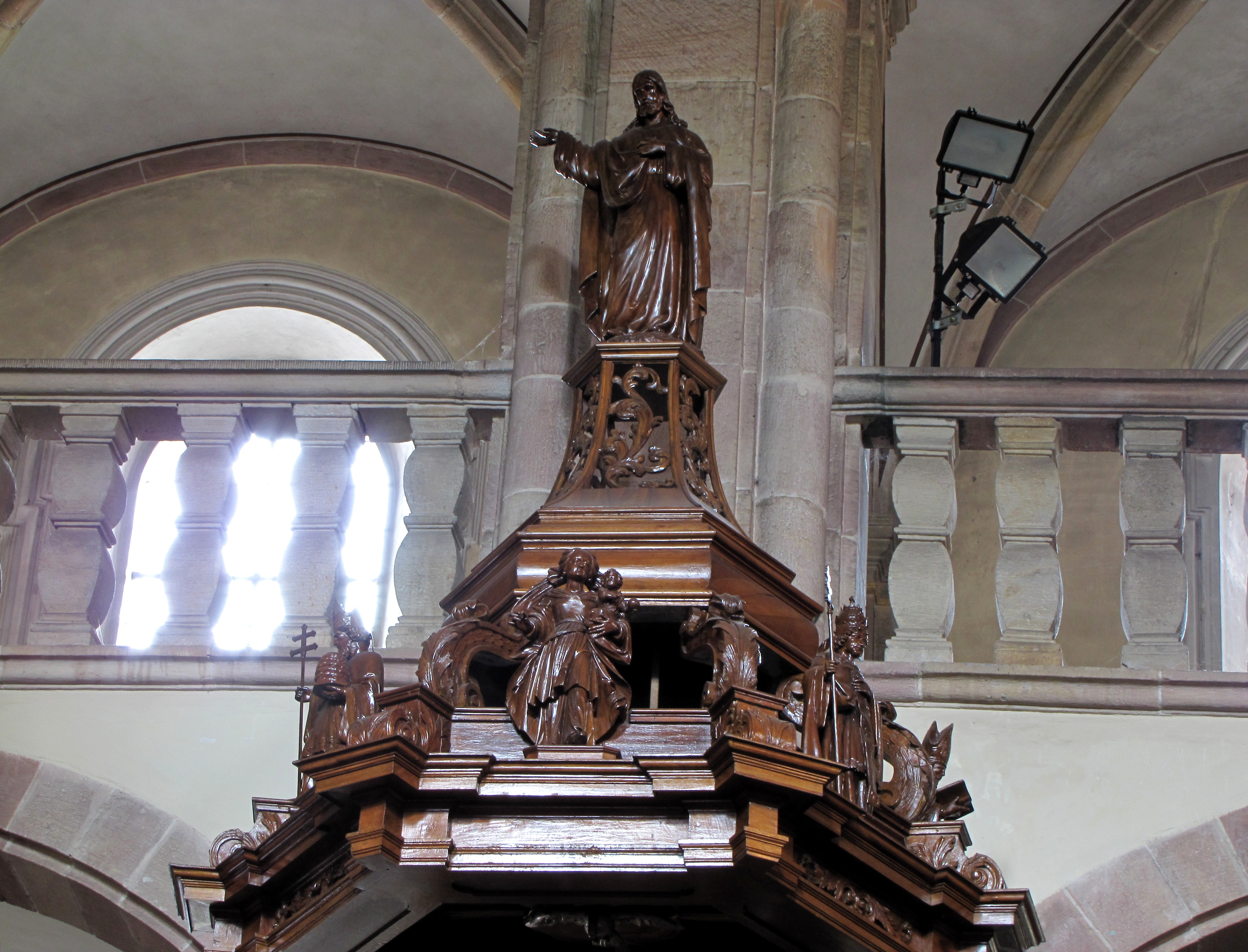
Schalldeckel mit vielen Figuren
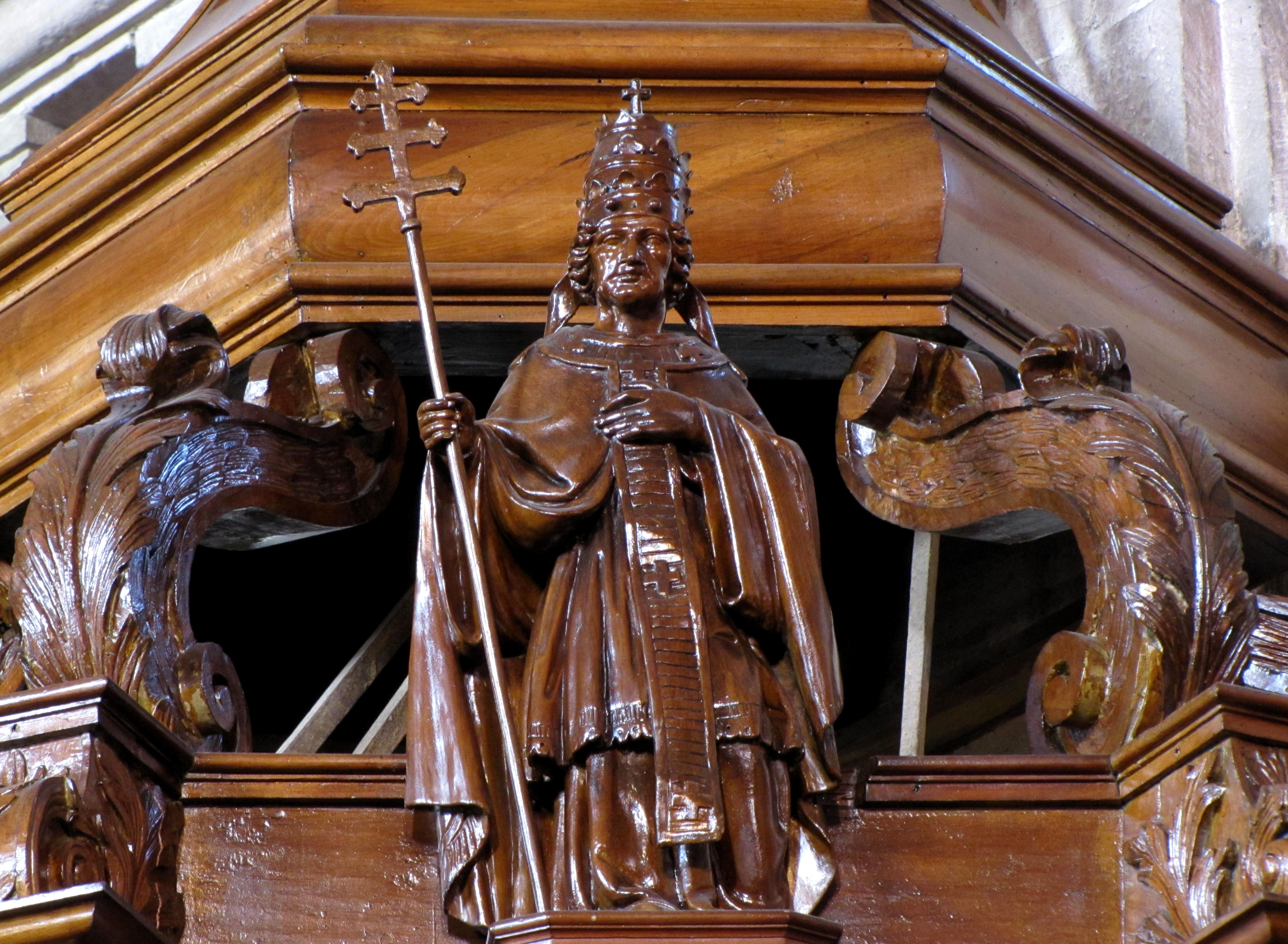
Skulptur des Papstes Gregor der Große auf dem Schalldeckel